# Mistrzostwa Europy w biegu na 50 km 2022
1. Mistrzostwa Europy w biegu na 50 km – zawody lekkoatletyczne, które odbyły się 8 października 2022 w Sotillo de la Adrada.

## Medaliści
|                         | 1. miejsce                                                                  | Rezultat | 2. miejsce                                                                                        | Rezultat | 3. miejsce                                                             | Rezultat |
| Mężczyźni indywidualnie | Houssame Eddine Benabbou Azizi                                              | 2:49:20  | Alberto Puyuelo Pardo                                                                             | 2:52:39  | Andrew Davies                                                          | 2:53:09  |
| Mężczyźni drużynowo     | Wielka Brytania 1. Andrew Davies · 2. William Mycroft · 3. Alexander Milne  | 8:41:04  | Hiszpania 1. Houssame Eddine Benabbou Azizi · 2. Alberto Puyuelo Pardo · 3. Carles Montllor Vegas | 8:42:34  | Niemcy 1. Niels Michalk · 2. Benedikt Hoffmann · 3. Raoul Jankowski    | 8:58:41  |
| Kobiety indywidualnie   | Caitriona Jennings                                                          | 3:19:42  | Alison Lavender                                                                                   | 3:21:26  | Dominika Stelmach                                                      | 3:21:50  |
| Kobiety drużynowo       | Wielka Brytania 1. Alison Lavender · 2. Sally O'Gorman · 3. Rebecca Bunting | 10:09:52 | Hiszpania 1. Yesica Mas Castany · 2. Barbara Ramon Salamana · 3. Maite Etxezarreta Gurrutxaga     | 10:42:14 | Chorwacja 1. Silvia Šimunović · 2. Ines Jozić · 3. Mirjana Šimek Bilić | 10:57:41 |

## Reprezentacja Polski

### Mężczyźni
Drużyna mężczyzn zajęła 4. miejsce z czasem 9:09:00
| Miejsce | Zawodnik         | Klub                  | Rezultat |
| 15.     | Wojciech Kopeć   | KS AZS UWM Olsztyn    | 3:02:29  |
| 18.     | Paweł Kosek      | SPLA Tychy            | 3:02:59  |
| 19.     | Dariusz Nożyński | RK Athletics Warszawa | 3:03:33  |

### Kobiety
| Miejsce | Zawodniczka       | Klub                  | Rezultat |
| 3.      | Dominika Stelmach | RK Athletics Warszawa | 3:21:50  |